# 孫植 (嘉靖進士)
孫植（1510年—1586年），字斯立，號蜃川，浙江嘉興府平湖縣民籍直隸華亭縣人，明朝政治人物。嘉靖乙未進士，隆慶初官至南京刑部尚書。卒諡簡肅。

## 生平
嘉靖十三年（1534年）甲午科浙江鄉試第四十八名舉人。嘉靖十四年（1535年）中式乙未科會試第六十八名，登第二甲第五十七名進士。選南京刑部主事。父喪服闕，補兵部，改光祿寺丞，不阿諛權臣嚴嵩，九年不調。三十三年三月陞光祿寺少卿，遷南京太僕寺少卿、南京鴻臚寺卿，三十九年九月升南京光禄寺卿，尋改北光禄寺卿。四十年四月升都察院右佥都御史、总理河道，十一月升南京大理寺卿，四十一年六月升南京工部右侍郎，九月改刑部右侍郎，四十二年五月轉左侍郎，四十三年閏二月升南京都察院右都御史，隆慶初，詔與毛愷考察京朝官，中外稱服。隆慶元年（1567年）五月陞南京刑部尚書，四年三月因魏國公二子争世子一事，被南科給事中王楨彈劾其訊報不詳、一味塞責，遂與祭酒姜寶、誠意伯劉世延俱回籍聽勘，五年九月南京法司受大學士高拱指使，姜寶為民，令孫植与劉世延閒住。家居十七年，撫按前後疏薦，萬曆十二年六月召起南京工部尚書，上疏引年，十月以原職致仕，賜祭葬，贈太子太保，諡簡肅。

## 著作
有《嘉樂堂集》。

## 家族
曾祖孫忠；祖父孫軒，封奉議大夫；父孫璽，曾任山西按察司僉事。母張氏（封宜人）。具庆下。兄棐、楝、杰。子成憲、成名、成泰。